# Dendropanax venosus
Dendropanax venosus är en araliaväxtart som beskrevs av Elmer Drew Merrill. Dendropanax venosus ingår i släktet Dendropanax och familjen Araliaceae. Inga underarter finns listade.